# Lacklustre Mirror
Lacklustre Mirror (транскр. 'lækˌlʌstə 'mɪrə, англ. «Тусклое зеркало») — музыкальная рок-формация из Москвы, исполнявшая эклектичную музыку в диапазоне жанров от готик-метала до neoclassic darkwave. Сами музыканты определяли своё музыкальное направление как dark art rock («тёмный» арт-рок).

## История группы
Группа была основана в 1998 году клавишником и вокалистом Юрием «b.» И. и басистом, а впоследствии гитаристом и вокалистом Иваном «Celestial Air» Р.
В 1999 году b. начал работу над сольным neoclassic-проектом, и весной 2000 года на свет появилась первая демозапись проекта, получившего название Lacklustre Mirror. Впоследствии вся группа функционировала под этим названием. Первая демозапись, выполненная уже полным составом, появилась в 2003 году.
В 2004 и 2006 годах лейбл Shadowplay Records выпускает два сборника российской тёмной сцены серии Colours of Black, в которые были включены записи как группы Lacklustre Mirror, так и двух аффилированных с ней проектов — готик-рок формации Children of the Gun и neoclassic/ambient-проекта Decembered.
В 2007 году выходит первый полноформатный альбом группы Lacklustre Mirror — «The Book of the Shattered Bonds» («Книга разомкнутых связей»), включающий как перезаписанный материал из прежних демозаписей, так и новые композиции. За ним в начале 2009 года последовало его сюжетное продолжение «The Book of the Shattered Bonds, ch. III: The Forgotten Songs» («Книга разомкнутых связей, ч. III: Забытые песни»).
В 2009 году трое членов группы участвовали в российской постановке австрийского мюзикла «Ребекка».
В 2011 году вследствие неразрешимых творческих и организационных разногласий группа приостановила деятельность.

## Бывшие участники
- Филипп «Phil» К. — гитара (1998—1999)
- Юрий «b.» И. — клавишные, вокал (1998—2011)
- Иван «Celestial Air» Р. — гитара, вокал (1998—2006)
- Надежда «Ernimel» Р. — вокал (1999—2004)
- Михаил «Mike S. Killer» Ж. — гитара (1999—2002)
- Дмитрий «Manticore» Е. — бас (2001—2003)
- Мария «Marea Internum» С. — вокал (2004—2007)
- Михаил «ScHADE» К. — гитара, вокал (2006—2009)
- Максим В. — ударные (2008—2009)
- Ольга «Takiko» Б. — клавиши (2006—2009)
- Татьяна «Bellatreace» Н. — скрипка (2005—2006, 2008—2009)
- Алексей «Immortal» А. — бас (2007—2011)
- Ольга «Nox» И. — вокал (2009—2010)
- Алексей «Franken» М. — клавиши (2008—2011)
- Надим «Nadeem» Р. — гитара (2010—2011)
- Денис «Dyonisos» Г. — гитара (2009—2011)

## Дискография
- 2004 — Colours of Black I (CD, сборник), трек «Mother is Going Home»; (c) Shadowplay Records[1].
- 2004 — Free!Music Compilation (CD, сборник), трек «Прочь!»; Alt Linux.
- 2006 — Colours of Black II (CD, сборник), трек «Голос из хора»; (c) Shadowplay Records[2].
- 2006 — Influence (CD, сборник), трек «Тёмная Вода»; (c) Shadowplay Records[3].
- 2007 — The Book of the Shattered Bonds, CD; (с) Shadowplay Records[4].
- 2009 — The Book of the Shattered Bonds, ch. III: The Forgotten Songs, CD; (c) Shadowplay Records[5].
- 2016 — Post-Scriptum, Bandcamp release.

## Аффилированные проекты
- Children of the Gun — готик-рок формация, в которой играли нынешние и бывшие участники «Lacklustre Mirror» — барабанщик Максим В. и экс-гитарист Михаил К., и до начала 2009 года играл клавишник Юрий И.[6]
- Astel Oscora — симфо-блэк-металлическая группа, в которой был занят басист «Lacklustre Mirror» Алексей А.
- Decembered — сольный эмбиент-проект клавишника группы Юрия И.[7]
- Mura-Kami — рок-группа, в которой занята экс-клавишница группы «Lacklustre Mirror» Ольга К.[8]